# Massimo di Madaura
Massimo di Madaura (fl. fine IV secolo) è stato un oratore e grammatico latino di origine berbera. Fu maestro di sant'Agostino nelle scuole di Tagaste, l'odierna Souk Ahras in Algeria. Successivamente insegnò nelle scuole pubbliche della sua città natale, Madaura.
Pagano convinto, ma di larghe vedute e tollerante, rimase sempre in buoni rapporti con il suo ex discepolo divenuto vescovo di Ippona, e gli sottopose le sue obiezioni contro il cristianesimo. Una delle sue lettere ad Agostino è sopravvissuta (Aug. epist. 16,1).
Voltaire pubblicò il suo Dialogue entre Sophronime et Adélos con lo pseudonimo Maxime de Madaure.